# 發水樓
發水樓，是香港地產發展商進行利潤最大化的手段。發水樓是地產發展項目出售建築面積比可建建築面積多。香港原本賣地早有規限地皮有地積比率，由屋宇署作出定義。不過，建築事務監督有特權豁免某些建築部分不計入總樓面面積。現實，香港發展商利用此等酌情權，從中獲取更多收益。
自從香港特別行政區成立開始，就出現不少懷疑官商利益輸送的情況，包含有大量發水的屏風樓出現，例如香港第一手樓盤，建築面積通常包括：私人會所、加寬公用走廊、平台花園、兒童遊樂場、物業管理處、緊急救援車輛通道、訪客泊車位、垃圾房、電梯大堂、電梯槽及後樓梯等公用部分。發展商能夠申請豁免此部分樓面面積，但另一方面就能夠銷售此等豁免面積給小業主，造成不公平現象。
礙於市民普遍對發水樓的不滿，政府最終於2011年4月1日起，屋宇署推出限制樓宇總樓面面積寬免不超過10%的作業備考，限制各發展商的發水現象。

## 相關
- 2011年香港發水樓尾班車
- 官商合作

## 外部參考
- 2011年發水樓尾班車[永久]